# Hyundai Welding

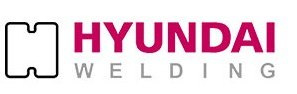

Компания Hyundai Welding Co., Ltd. является одним из подразделений Hyundai Business Group, в которую так же входят HYUNDAI HEAVY INDUSTRIES, HYUNDAI MOTOR, HYUNDAI ENGINEERING & CONSTRUCTION и т. д.
Основная деятельность компании, это производство сварочной продукции и сварочного оборудования. Область применения продукции включает в себя: тяжелое машиностроение, судостроение, металлоконструкции, автомобилестроение, строительство нефтяных платформ, трубопроизводство, производство паровых котлов, теплообменников и т.д.
Головной Офис компании находится в столице Южной Кореи в Сеуле. R&D Центры : Поханг, Сонгнам Южная Корея / Шанхай, Китай. Производство: 2 завода в Поханге, Южная Корея, 1 завод в Кочанге, Южная Корея, 1 завод в Шанхай, Китай, 1 завод в Хошимин, Вьетнам.
Компания Hyundai Welding поставляет свои продукты в больше 100 стран. Hyundai Welding занимает более 60 % внутренней доли рынка.
В списке товаров производимых на заводах Hyundai Welding, можно найти покрытые электроды, материалы для сварки под флюсом, проволоки сплошного сечения, присадочные прутки, порошковые проволоки и материалы для сварки сплавов на основе никеля и медноникелевых сплавов.
Компания имеет больше 25-ти офисов по всему миру. Объем продаж в год достигает до 500 миллионов долл. США. Количество сотрудников 1300 человек.

## История
Компания была учреждена в 1975 году и носила название Seo Han Development Co., Ltd. Позже в 1998 году компания сменила название на «Hyundai Welding Company».
C 1977 года по 1988 были запущены линии по производству покрытых электродов, проволок сплошного сечения, SAW проволоки, SAW флюса и Fluxe Cored проволоки. В 2004 году компания запустила завод в Китае и в 2008 году во Вьетнаме.

## Продукция

### Покрытые Электроды
Для низколегированных теплоустойчивых сталей, для нержавеющих и жарастойких сталей, наплавка для конструкционных низколегированных сталей повышенной прочности.

### Проволоки сплошного сечения для TIG Сварки
Сплошные TIG проволоки для нержавеющей стали

### Проволоки сплошного сечения для МИГ/МАГ Сварки
Стальные и нержавеющие проволоки для МИГ/МАГ сварки

### Комбинация Флюса и Проволоки (SAW)
Флюсы для нержавеющей стали, SAW проволока для нержавеющей стали

### Порошковые проволоки (FCAW)
Для углеродистых сталей, для низколегированных сталей для нержавеющих сталей

### Материалы для наплавки и ремонта деталей
Порошковые проволоки, проволока и флюс
Объем производства достигает до 350,000 тон в год. Из низ 170,000 тон порошковая проволока и 84,000тон проволока сплошного сечения.

## Сертификаты
Обладает официальными утверждениями большинства Международных ассоциаций классификационных обществ. Список включает в себя: FBTS, LR, DNV, BV, RINA, GL, UKRACEF, ABS, NK, TUV, KR, и CWB.
Компания сертифицирована по стандартам ISO 9001 (с 1994 года), ISO 14001 (с 2004 года) ISO/TS 16949 (с 2004 года).